# Louise Bourgeois
Louise Bourgeois (Parijs, 25 december 1911 - New York, 31 mei 2010) was een Frans-Amerikaanse kunstenares. Zij was vooral bekend als beeldhouwster, maar maakte onder meer ook grafische kunst en installaties.

## Biografie
Louise Joséphine Bourgeois werd in 1911 in Parijs geboren als dochter van tapijtmakers. Toen ze 12 was ging Louise haar ouders reeds met reparatiewerkzaamheden helpen. Op haar vijftiende begon zij een studie wiskunde aan de Universiteit van Parijs, de Sorbonne. Vooral haar studie geometrie droeg bij aan haar vroege kubistische tekeningen. Nog zoekende naar haar eigen stijl begon ze te schilderen en studeerde ze aan de École du Louvre en vervolgens aan de École des Beaux Arts. Ook werkte ze als assistent bij Fernand Léger. In 1938 verhuisde ze met haar Amerikaanse echtgenoot Robert Goldwater, een kunsthistoricus, naar New York waar ze haar studie voortzette aan de gerenommeerde Art Students League of New York.
Louise Bourgeois had haar eerste solo-expositie in 1945, in de Bertha Schaefer Gallery in New York. Ze ging exposeren vanaf 1947 met sculpturen en houten figuren. Een van de bekendere werken uit die vroege periode is The Winged Figure (1948). Ondanks haar vroege succes (een van haar werken werd aangekocht door het Museum of Modern Art), werd Bourgeois gedurende de vijftiger en zestiger jaren van de twintigste eeuw door de kunstmarkt min of meer genegeerd. Pas in de zeventiger jaren, na de dood van zowel haar echtgenoot als haar vader, werd ze een succesvolle kunstenaar. In 1982, toen ze 70 jaar oud was, kreeg Bourgeois haar eerste retrospectief in The Modern Museum of Art in New York onder curator Deborah Wye.
In 1993 vertegenwoordigde zij de Verenigde Staten op de Biennale van Venetië. In 1999 nam zij deel aan de Melbourne International Biennial 1999. In hetzelfde jaar werd Bourgeois gekozen voor de openingsexpositie in de Turbine Hall van de Tate Modern in Londen.
De Maman-sculptuur is later herplaatst in Ottawa, Canada waar het spin-beeld nog steeds bewonderd kan worden voor de ingang van de National Gallery of Canada. Het kunstwerk vormt een deel van haar spinnenbeelden; zij zag in de spin een symbool van bescherming en herstel en een verwijzing naar haar moeder. Daarnaast zag zij in de spin een dreiging, die ook valstrikken (lees web) aanlegt om prooien te vangen. Toen ArtZuid hun tentoonstelling voor 2019 inrichtte werd een aantal spinnenbeelden in de museumtuin van het Rijksmuseum geplaatst.
De autobiografie van Bourgeois speelt een grote rol in haar kunstwerken. Haar traumatische kindertijd is een terugkerend thema in haar werk. Haar broer Pierre, slechts dertien maanden jonger, leed aan psychologische inzinkingen. De Eerste Wereldoorlog begon toen Bourgeois drie jaar oud was. Haar vader was militair in deze oorlog, een situatie waar Bourgeois naar refereert als The Trauma of Abandonment, als titel van een geïllustreerd boek gemaakt van textiel uit 2006. Toen Bourgeois vijf jaar oud was, werd haar moeder ziek. Gedurende deze tijd huurde haar tirannieke en dominante vader de Engelse gouvernante Sadie Gordon Richmond, die uiteindelijk voor zo'n tien jaar bleef. De gouvernante bleek de minnares van de vader van Bourgeois te zijn, wat Bourgeois beschrijft als een dubbel verraad, van zowel haar vader als van de gouvernante. Uiteindelijk sterft de moeder van Bourgeois in 1932, op een leeftijd van 53 jaar. Kunst hielp Bourgeois om met haar traumatische ervaringen en gevoelens om te gaan, hoewel ze haar leven lang heeft geleden aan depressie, woede, angst, schuld en eenzaamheid. In haar eigen woorden was Bourgeois een gevangene van haar herinneringen, maar kunst gaf haar kracht.
Naast haar werk als beeldhouwer was Bourgeois ook actief als sieraadontwerper.
De kunstenares leefde en werkte in New York tot aan haar dood in mei 2010.

## Werken

### Femme Maison
De eerste reeks Femme Maison-werken, bestaande uit vier werken gemaakt van olieverf en inkt op linnen, maakt Bourgeois tussen 1945 en 1947. Later maakt ze meer kunstwerken onder deze naam tot aan 2005. De latere werken zijn gemaakt uit diverse materialen, waaronder een plastic pop met klei, zwart marmer, maar ook textiel. De Femme Maison-werken bestaan voornamelijk uit een combinatie van het vrouwelijk lichaam en architectuur. Deze werken worden gezien als onderdeel van Bourgeois' meest krachtige feministische werk. In 1976 verschijnt het werk op de cover van criticus en activist Lucy R. Lippards invloedrijke boek From the Center: Feminist Essays on Women's Art.
Gedurende de jaren 1945 en 1947 voedt Bourgeois drie zonen op van een leeftijd tussen de vijf en tien jaar oud. De werken impliceren het verstikkende leven van de huisvrouw af te beelden. Veelal heeft de vrouw in het werk lang haar, wat waarschijnlijk refereert naar het lange haar dat Bourgeois veelal had gedurende haar leven. Het onderlichaam en het haar van de figuur insinueren dat de figuur vrouwelijk is. Verscheidene Femme Maison-werken hebben daarnaast ook borsten. Doorgaans is het bovenlichaam bedekt met de architectuur, waarbij de benen uitsteken, en er soms ook armen te herkennen zijn. In de Franse taal resulteert de titel Femme Maison in enige ambiguïteit, waarin het zowel vertaald kan worden als vrouw-huis en huisvrouw. Volgens Bourgeois laat de vrouw haar kwetsbaarheid zien, terwijl ze zichzelf laat zien op het moment dat ze denkt waarop ze zich verstopt. De vrouwelijke identiteit is hierbij opgenomen door de huiselijke omgeving. Zoals veelvuldig de autobiografie van Bourgeois verschijnt in haar werk, zijn de Femme Maison-werken ook verbonden met haar persoonlijke herinneringen. De specifieke architectuur in de werken is gebaseerd op bestaande locaties.

#### Feminisme
Alhoewel het thema van de Femme Maison-werken lijkt te impliceren dat Bourgeois een feminist was, heeft zij hier tijdens haar leven nooit duidelijkheid over gegeven. Zelf heeft ze de gevoelens die ze uit in haar werk als pre-gender geclassificeerd. In de kunstgeschiedenis is Bourgeois een 'Great Women Artist' genoemd door kunsthistorica en feminist Linda Nochlin en ook insinueert het gebruik van Femme Maison op de cover van Lucy R. Lippards From the Center: Feminist Essays on Women's Art dat het werk van Bourgeois feministisch is. Lippards publicatie maakte tevens van Femme Maison een symbool van feministische kunst.

### Destruction of the Father
Aansluitend op de Femme Maison-werken maakte Bourgeois in 1974 een opzienbarende installatie, getiteld Destruction of the Father. Blob-achtige wezens, in een vertrek dat aan een baarmoeder doet denken, maar ook op een slaapkamer en een eetkamer lijkt, hebben zojuist hun dominante, tirannieke vader geslacht en opgegeten. In dit werk rekent Bourgeois als het ware psychisch af met haar eigen, zeer dominante en tirannieke vader.

### Cells
In de periode vanaf haar tachtigste verjaardag (2001) maakte Bourgeois door een afsluiting omgeven installaties (cells), waarbinnen sculpturen e.d. van haar hand, die diverse vormen van pijn en angst symboliseren, zijn opgesteld.

### Maman

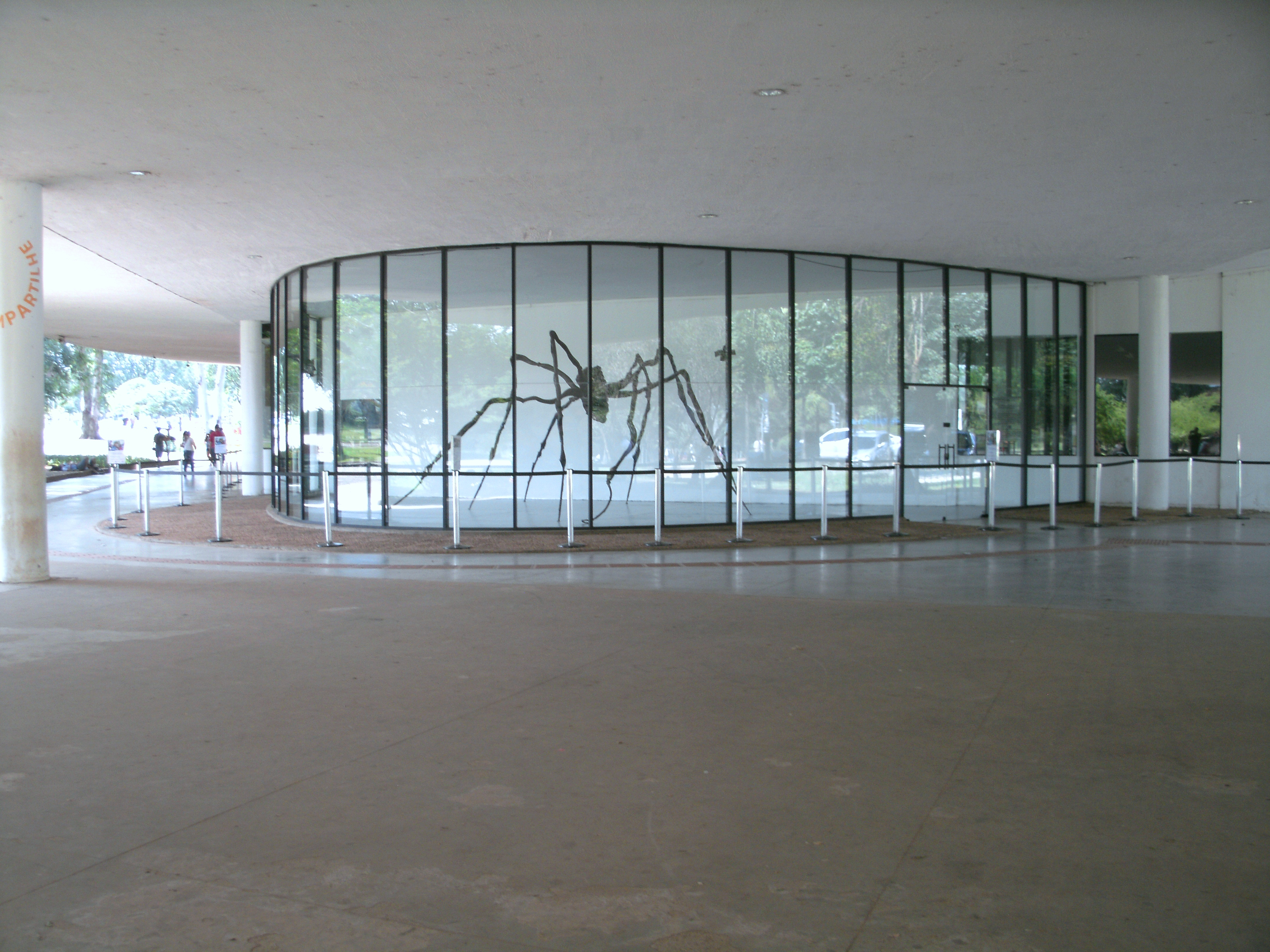
Spider (1996-1997) tijdens een expositie te São Paulo, Brazilië
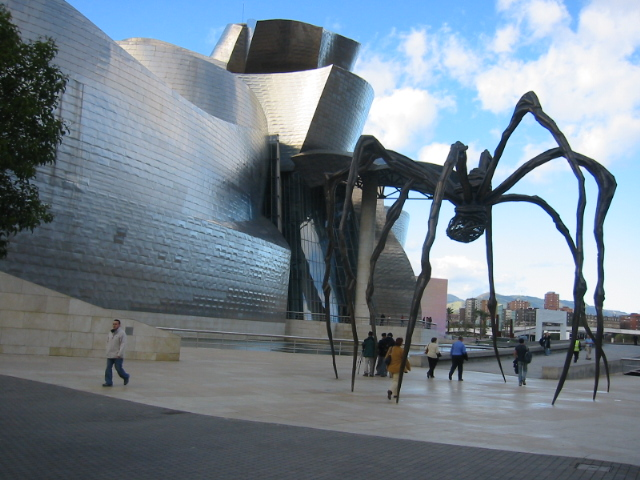
Maman (1999) voor het Guggenheim-Museum Bilbao
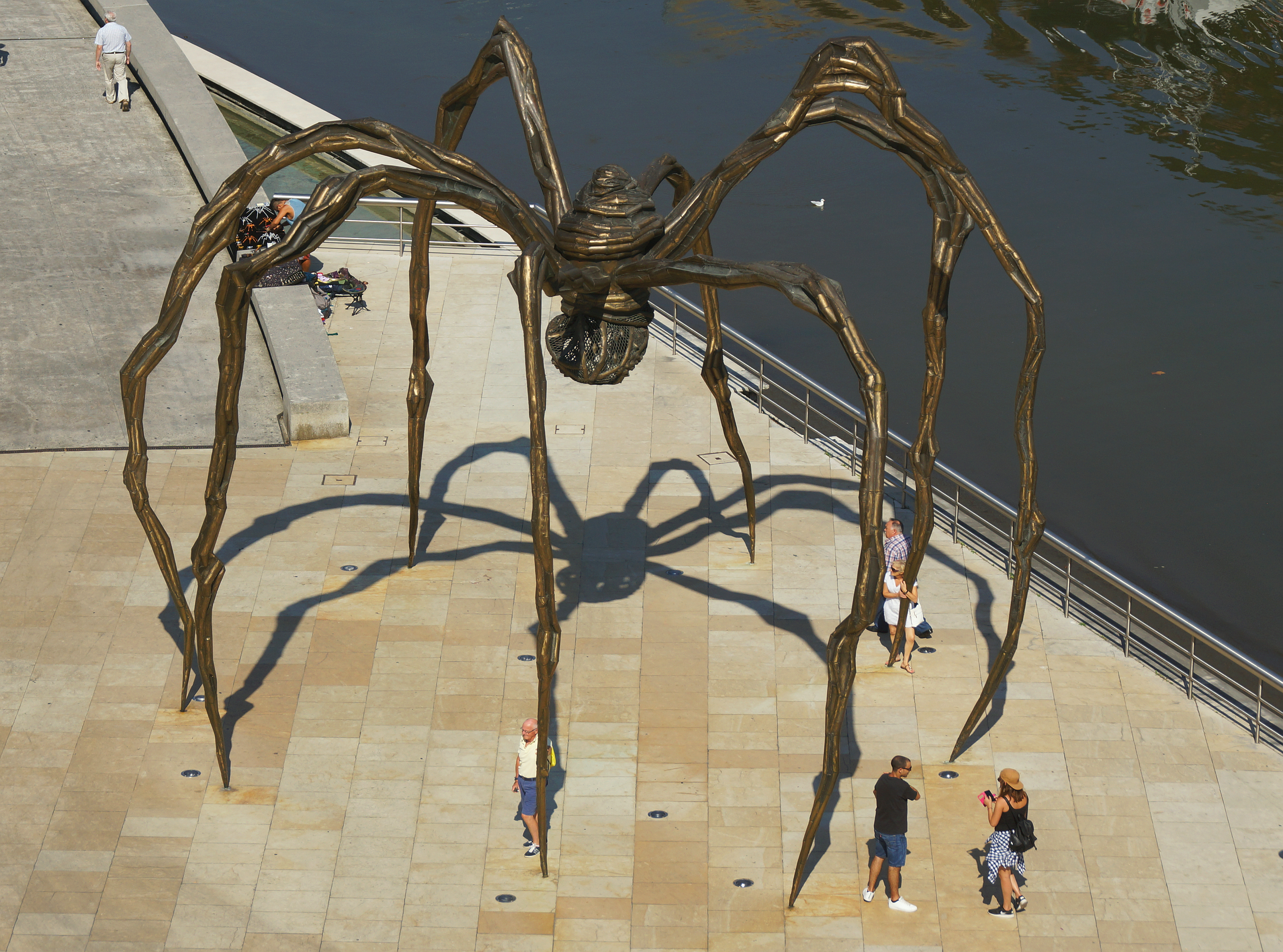
Dit zelfde kunstwerk, van bovenaf gezien
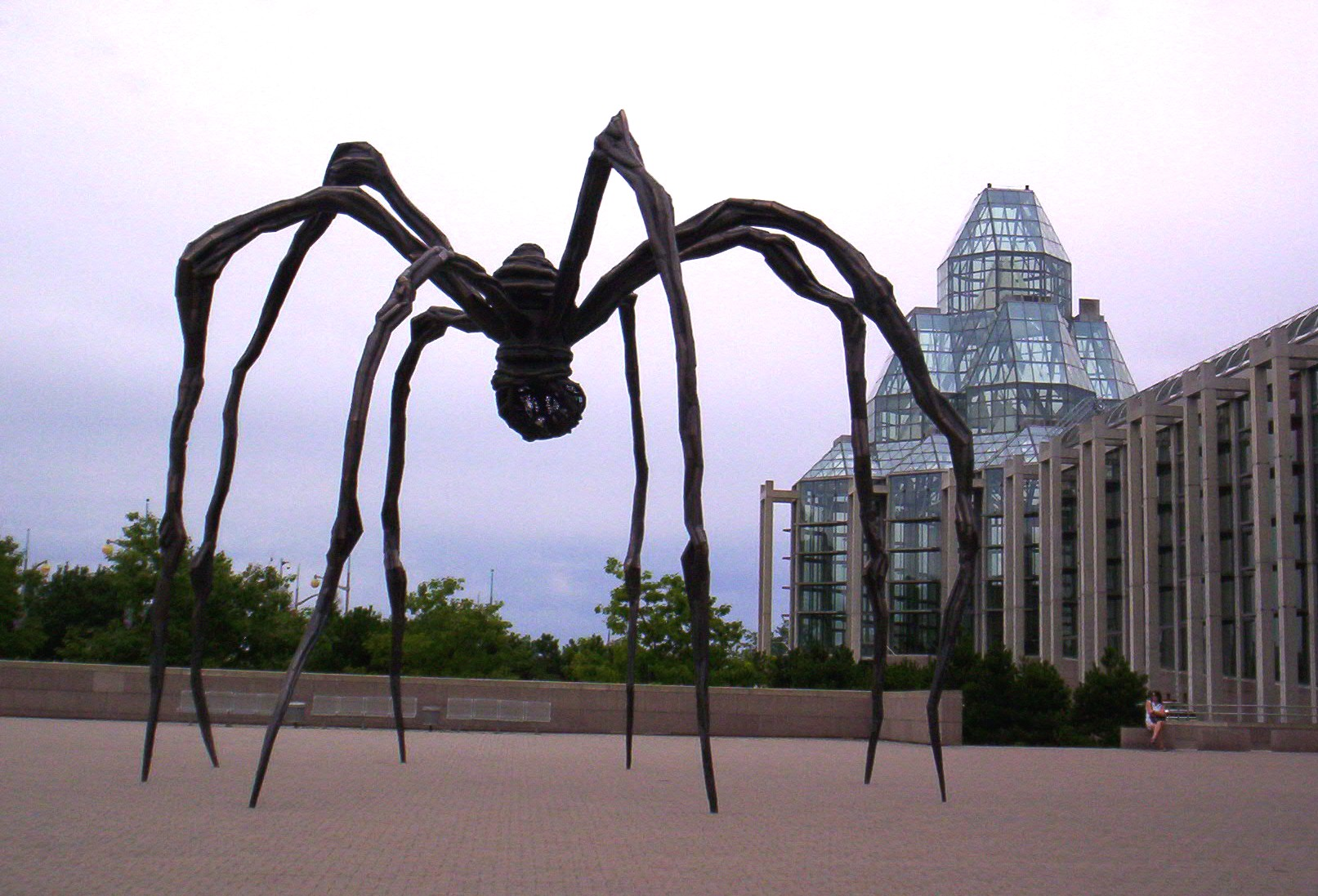
Maman voor de National Gallery of Canada
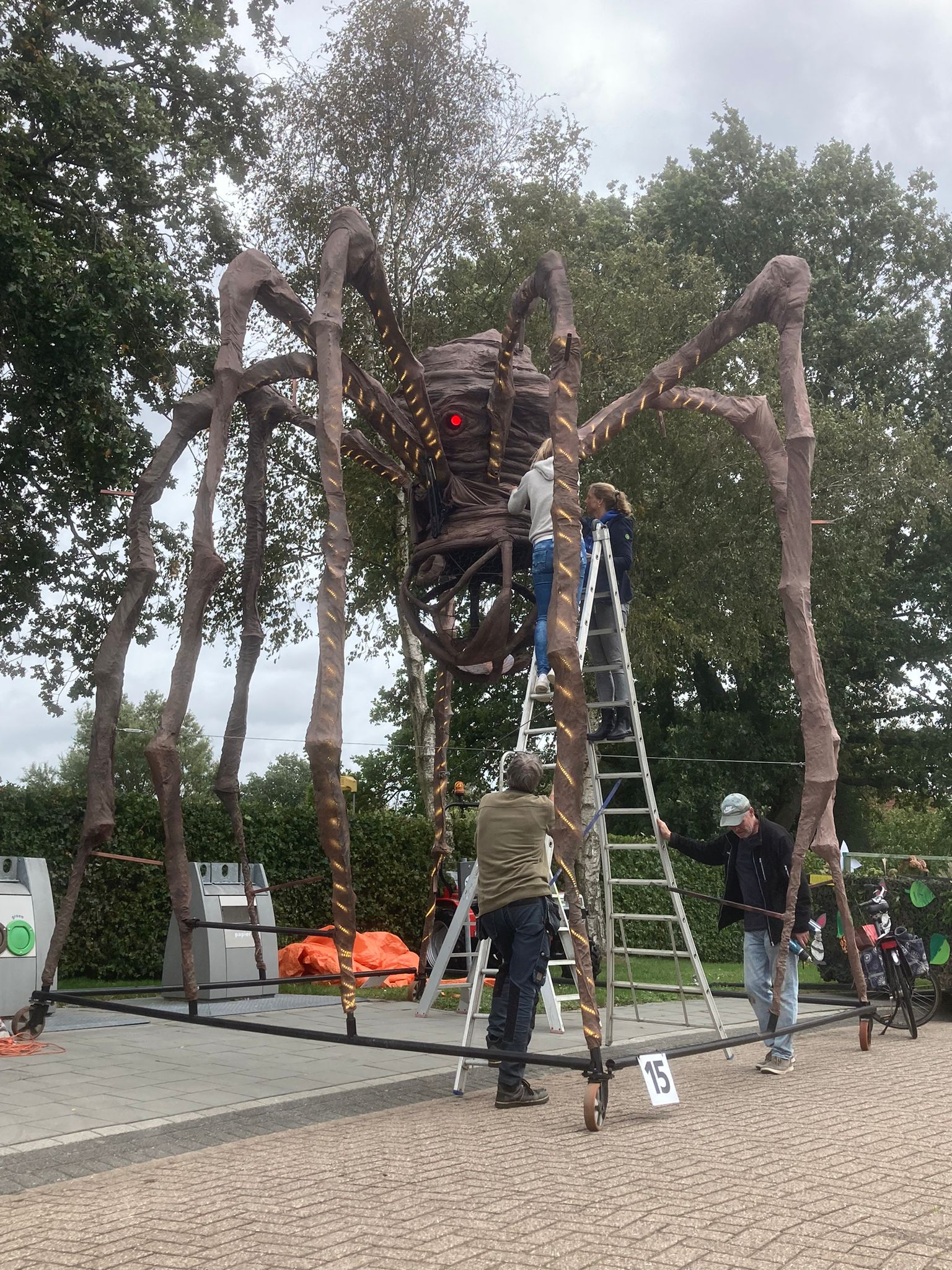
“Mem, vrij naar Maman” de Knipe, 7 oktober 2023

Louise Bourgeois is wereldberoemd geworden door haar serie beeldhouwwerken met de naam Maman. Deze stellen vrouwtjes-spinnen voor die een eierzak dragen. De spin refereert aan Bourgeois' eigen moeder, bij wie zij in haar moeilijke jeugd geborgenheid voelde en die zij als liefdevol en zorgzaam ervoer, en die evenals een spin met een spinnenweb doet, zelf weefsels maakte en herstelde. In Bourgeois' optiek is de spin ook een nuttig dier, dat ongedierte zoals ziektes verspreidende muggen verdelgt.
In 1997 maakte Bourgeois haar eerste sculptuur Spider (sedert 2019 collectie: Garage Museum of Contemporary Art, Moskou; omvang: 440 cm × 670 cm × 520 cm). In 1999 volgde een grotere versie (9,27 m hoog; 8,92 × 10,24 m, gewicht 8.165 kg) van roestvrij staal. Deze bevindt zich in museum Tate Modern te Londen. De spin is voorzien van een eierzak met daarin 26 marmeren objecten, die spinneneieren voorstellen.
Van deze eerste stalen Maman zijn ten minste 6 bronzen afgietsels gemaakt. De volgende musea bezitten zo'n bronzen Maman:
- Guggenheim-Museum (Bilbao), Spanje
- National Gallery of Canada, Ottawa, Canada
- Mori Art Museum, Tokio, Japan; de Maman is aan de voet van een toren buiten het museum opgesteld.
- Leeum, Samsung Museum of Art, Seoel, Zuid-Korea
- Crystal Bridges Museum of American Art[3], Bentonville (Arkansas), Verenigde Staten
- Qatar National Convention Centre, Doha, Qatar, in één van de tentoonstellingszalen

Enkele Mamans worden regelmatig door de eigenaar uitgeleend en maken dan deel uit van een tijdelijke expositie. Zo is een Maman in de periode oktober 1919-mei 2020 tijdelijk te zien geweest bij Museum Voorlinden te Den Haag toen dat museum een speciale expositie aan Bourgeois wijdde.